# Muzilo
Muzilo – polski zespół wokalno-instrumentalny, powstały w marcu 1969 roku przy wrocławskim oddziale Polskiego Związku Esperantystów.

## Historia
Zespół Vratislavia Beat (1967–1969) w marcu 1969 roku przekształcił się w Muzilo, które propagowało piosenki polskich autorów w języku esperanto, a także oryginalne teksty esperanckie i poezję esperancką. Muzilo w tym języku oznacza instrumenty, na których grają muzy. Skład grupy tworzyli: Leszek Pietrzykowski (lider; fortepian, organy); Ryszard Grzebielucha (gitara, śpiew); Włodzimierz Szomański (gitara basowa, skrzypce, śpiew); Adam Bielawski (perkusja). Wszyscy muzycy zespołu byli rodowitymi wrocławianami oraz członkami Towarzystwa Miłośników Wrocławia, mającymi zamiar popularyzować dorobek kulturalny miasta Wrocławia wśród esperantystów. Z grupą współpracowali także wokaliści: Barbara Kozłowska, Anna Pawłowska, Mariusz Domaszewicz, Maciej Lis oraz gitarzysta Mieczysław Dąbrowski. W czerwcu zespół nagrał piosenkę pt. Al mi plu diru (Mów do mnie jeszcze), którą często prezentowano na antenie Polskiego Radia w półtoragodzinnym programie, nadawanym w języku esperanckim dla słuchaczy zagranicznych. Piosenka zyskała sporą popularność o czym świadczyły listy nadesłane do redakcji. Grupa występowała podczas imprez esperanckich w kraju (m.in. w 1971 roku na IX Międzynarodowych Wczasach Esperanckich w Międzygórzu, gdzie zaprezentował program pt. Piosenka polska w XXV-leciu PRL, śpiewając wybrane piosenki z lat 1944–1969 w języku esperanto) i za granicą (m.in. w NRD w Karl-Marx-Stadt oraz w Wiedniu i Grazu w ramach Światowego Kongresu Esperantystów), po czym zakończyła swą działalność w 1971 roku.

## Dyskografia
- Bonveno (EP Muza N-0592, 1970)
- Estis inter nenio (Między nami nic nie było) (muz. Maciej Lis - sł. Edward Wojtakowski / Ien la tero (To ziemia) (muz. Juliusz Loranc - sł. Jonasz Kofta, Edward Wojtakowski / Benvenon (Powitanie) (muz. Leszek Pietrzykowski, Ryszard Grzebielucha – sł. Zofia Gebhard, Edward Folcik/ Al mi plu diru (Mów do mnie jeszcze) (muz. Maciej Lis - sł. Kazimierz Przerwa-Tetmajer, Edward Wojtakowski)
- Wykonawcy: Anna Pawłowska, Mariusz Domaszewicz, zespół Muzilo